# Плоска хвиля

Схематичне зображення плоского фронту хвилі

Плоска́ хви́ля — хвиля, фронт якої є площиною.
Рівняння плоскої хвилі має загальний вигляд:
{\displaystyle u=f(\mathbf {n} \cdot \mathbf {r} -vt)},
де орт {\displaystyle \mathbf {n} } задає напрям розповсюдження хвилі, v — швидкість хвилі, f — довільна функція.
Частковим випадком плоскої хвилі є монохроматична плоска хвиля.
Поняття плоскої хвилі є ідеалізацією, оскільки при означенні такої хвилі вважається, що фронт хвилі задається нескінченною площиною, що неможливо для реальних хвиль. Однак, ідеалізація плоскої хвилі широко використовується в різних галузях фізики при розгляді хвиль різноманітної природи: звукових, електромагнітних, зокрема світлових та при описі квантових частинок і полів. Хвилю можна вважати наближено плоскою на великій віддалі від джерела.
Найчастіше у фізиці розглядаються гармонічні плоскі хвилі в лінійних середовищах, для яких функція f - синусоїда або суперпозиція кількох синусоїд, однак плоска хвиля не обов'язково повинна бути гармонічною, як, наприклад, у випадку солітона.

## Плоска монохроматична однорідна електромагнітна хвиля
Плоскою електромагнітною хвилею називається хвиля, в якої поверхня рівних фаз являє собою площину.
Плоска хвиля називається однорідною, якщо вектори поля {\displaystyle {\vec {E}}} і {\displaystyle {\vec {H}}} при відповідному виборі напрямків осей координат залежать від однієї просторової координати та від часу. Якщо плоска хвиля лінійно поляризована, то напрямки векторів {\displaystyle {\vec {E}}} (і перпендикулярних до них векторів {\displaystyle {\vec {H}}}) у всьому просторі паралельні один одному.
Нехай електромагнітна хвиля поширюється в ідеальному σ=0 однорідному, ізотропному, лінійному, з постійними параметрами діелектрика без електричних зарядів (q=0) і струмів провідності (J=0). Нехай μ=1, а ε=const.
Джерело електромагнітної енергії значно віддалено від точки спостереження. Хвильовим фронтом можна вважати площину z=const. Таку хвилю називають плоскою. Вона може створюватися випроміненням нескінченної площини. Реально — це сферичні хвилі, що знаходяться на великій віддалі від джерела.
Існує підстава вважати, що поле уздовж цієї площини не змінюється, тобто складові {\displaystyle {\frac {\partial }{\partial x}}={\frac {\partial }{\partial y}}=0}.  Хвиля є однорідною.
Використовуючи рівняння Максвелла, можна визначити зв'язок між складовими електромагнітного поля  {\displaystyle {\dot {\vec {E}}}} і {\displaystyle {\dot {\vec {H}}}}, швидкістю поширення і структурою ЕМХ, вважаючи, що поле збуджується гармонічним струмом з частотою ω.
Завдяки лінійності середовища вектори {\displaystyle {\dot {\vec {E}}}} і {\displaystyle {\dot {\vec {H}}}} також змінюються за гармонічним законом:
{\displaystyle {\vec {H}}(x,y,z,t)={\dot {\vec {H}}}e^{j\omega t}\ =({\vec {i}}{\dot {H_{x}}}+{\vec {j}}{\dot {H_{y}}}+{\vec {k}}{\dot {H_{z}}})e^{j\omega t}}
{\displaystyle {\vec {E}}(x,y,z,t)={\dot {\vec {E}}}e^{j\omega t}\ =({\vec {i}}{\dot {E_{x}}}+{\vec {j}}{\dot {E_{y}}}+{\vec {k}}{\dot {E_{z}}})e^{j\omega t}}
{\displaystyle {\dot {\vec {E}}}} і {\displaystyle {\dot {\vec {H}}}} є комплексними амплітудами векторів, а їхні проєкції на осі координат {\displaystyle H_{x}\ }, {\displaystyle E_{x}\ \ } і т. д.) — комплексними амплітудами проєкцій.

## Поширення плоских хвиль у середовищі без втрат
Таким середовищем є вакуум, а близьким до нього є сухе повітря. На практиці трапляються випадки, коли за умов конкретної задачі втратами можна знехтувати. У всіх цих випадках можна вважати, що йде мова про середовище, в якому  σ=0 і tgδ=0.
В цьому випадку {\displaystyle \beta =\omega {\sqrt {\mu _{a}\varepsilon _{a}}}}, a=0.
Фазова швидкість плоскої хвилі буде дорівнювати {\displaystyle \upsilon ={\frac {\omega }{\beta }}={\frac {\omega }{\omega {\sqrt {\mu _{a}\varepsilon _{a}}}}}={\frac {1}{\sqrt {\mu _{a}\varepsilon _{a}}}}}
Групова швидкість {\displaystyle \upsilon ={\frac {d\omega }{d\beta }}={\frac {1}{\frac {d\beta }{d\omega }}}={\frac {1}{{\frac {d}{d\omega }}(\omega {\sqrt {\mu _{a}\varepsilon _{a}}})}}={\frac {1}{\sqrt {\mu _{a}\varepsilon _{a}}}}}
З цього видно що в таких середовищах фазова і групова швидкості рівні між собою.
Хвильовий опір  {\displaystyle z_{c}={\sqrt {\frac {\mu _{a}}{\varepsilon _{a}}}}} є дійсним числом, а вектори {\displaystyle {\vec {E}}} та {\displaystyle {\vec {H}}} зберігаються за фазами:
{\displaystyle {\dot {\vec {E}}}_{mx}={\vec {x}}_{0}Ae^{-az}e^{-j\beta z}}
{\displaystyle {\dot {\vec {H}}}_{my}={\vec {y}}{\frac {A}{{\dot {z}}_{c}}}e^{-az}e^{-j\beta z}={\vec {y}}_{0}A{\sqrt {\frac {|\varepsilon _{a}|}{\mu _{a}}}}e^{-az}e^{-j\beta z}}